# وندیلو
وندیلو (به اسپانیایی: Venadillo) یک سکونتگاه مسکونی در کلمبیا است که در بخش تولیما واقع شده‌است.